# 馬爾特斯維爾 (印地安納州)
馬爾斯特維爾（英語：Maltersville）是位於美國印地安納州杜波伊斯縣的一個非建制地區。該地的面積和人口皆未知。